# Maximiliano Callorda
Maximiliano Callorda, vollständiger Name Maximiliano Callorda Lafont, (* 4. April 1990 in Trinidad) ist ein uruguayischer ehemaliger Fußballspieler.

## Karriere
Der 1,88 Meter große Offensivakteur Callorda gehörte zu Beginn seiner Karriere von 2005 bis Ende 2009 der Reservemannschaft (Formativas) Defensor Sportings an. In der ersten Jahreshälfte 2010 war er auf Leihbasis beim Zweitligisten Sud América aktiv.> In der Saison 2010/11 spielte er leihweise für El Tanque Sisley und traf dort bei 16 Einsätzen in der Primera División sechsmal ins gegnerische Tor. Anfang Juli 2011 kehrte Callorda zu Defensor Sporting zurück. bei den Montevideanern verblieb er bis einschließlich der Apertura 2013. Saisonübergreifend absolvierte er in diesem Zeitraum 21 Partien in der höchsten uruguayischen Spielklasse und schoss dabei sechs Tore. Je zweimal kam er zudem in den Wettbewerben um die Copa Libertadores 2012 (ein Tor) und 2013 (kein Tor) zum Einsatz. Sodann wurde Callorda in den ersten Januartagen 2014 an Centro Atlético Fénix ausgeliehen. In der Clausura 2014 zeichnete er sich bei zwölf Erstligaeinsätzen viermal als Torschütze aus. Anfang Juli 2014 verpflichtete ihn der CSD Municipal im Rahmen eines Leihtransfers. Für die Guatemalteken lief er in 46 Partien (elf Tore) der Liga Nacional und vier Begegnungen (kein Tor) des CONCACAF Champions Cup auf. Ab Ende Juli 2015 folgte eine weitere Vereinsstation als Leihspieler bei El Tanque Sisley. Sechs Tore bei 24 Erstligaeinsätzen in der Spielzeit 2015/16 stehen dort für ihn zu Buche. Im Juli 2016 trat er ein Engagement bei SD Aucas an. Bei den Ecuadorianern bestritt er 17 Ligaspiele und zwei Partien in der Copa Sudamericana 2016. Ein Pflichtspieltor gelang ihm nicht. Seit Januar 2017 ist UTC Cajamarca sein Arbeitgeber. Bislang (Stand: 9. April 2017) absolvierte er für die Peruaner sieben Spiele in der Primera División und schoss ein Tor.
Seine letzte bekannte Vereinsstation war Albion FC, für den er von 2021 bis 2023 spielte. Dort absolvierte er 72 Ligaspiele und erzielte 14 Tore.
Seine aktive Laufbahn beendete er 2023.